# Ray Kennedy (Fußballspieler)
Raymond „Ray“ Kennedy (* 28. Juli 1951 in Seaton Delaval, Northumberland; † 30. November 2021) war ein englischer Fußballspieler, der in den 1970er und frühen 1980er Jahren beim FC Arsenal und vor allem in der zu dieser Zeit außergewöhnlichen Mannschaft des FC Liverpool bedeutende Erfolge feiern konnte.

## Karriere als Fußballspieler
Kennedy war in seiner Jugend beim Port Vale als Nachwuchsspieler im Einsatz, wurde aber im Alter von 16 Jahren vom damaligen Trainer Stanley Matthews als nicht gut genug für eine Karriere als Profifußballer eingestuft. Da Kennedy diese Bewertung von einem der besten ehemaligen Spieler in der englischen Fußballgeschichte nicht anzweifelte, kehrte er in seine Heimat – den Nordosten Englands – zurück, spielte nur noch auf Amateurebene und arbeitete parallel in einer Süßwarenfabrik.
Dennoch wurde Kennedy von einem Talentscount des FC Arsenal entdeckt, der ihn 1968 unter Vertrag nahm. Rund zwei Jahre später debütierte er am 29. September 1969 im Messepokal gegen den FC Glentoran. Im weiteren Verlauf des Wettbewerbs erreichte Arsenal das Endspiel, in dem der junge Kennedy eine entscheidende Rolle spielen sollte. Im Hinspiel lag Arsenal beim belgischen Klub RSC Anderlecht bereits mit 0:3 zurück, bevor Kennedy nach seiner Einwechselung den Treffer zum 1:3-Endstand erzielen konnte. Der FC Arsenal konnte das Rückspiel mit 3:0 und somit auch den Messepokal gewinnen, was gleichzeitig Arsenals erster Titelgewinn auf europäischer Ebene war.
Kennedy hat während der Saison 1969/70 lediglich sechs Partien absolviert, was sich in der anschließenden Spielzeit grundlegend änderte, als er in allen Wettbewerben bis auf ein Spiel stets auf dem Feld präsent war. Er gewann mit seiner Mannschaft – als zweites englisches Team im 20. Jahrhundert überhaupt – das „Double“ aus englischer Meisterschaft und FA Cup. In einem dramatischen Kampf um die Meisterschaft war es Kennedy, der im Spiel gegen den Lokalrivalen Tottenham Hotspur den einzigen Treffer erzielen konnte und somit die erste Meisterschaft für Arsenal seit 1953 sicherstellte. Drei Tage später gewann Arsenal gegen den FC Liverpool mit 2:1 nach Verlängerung. Kennedy war mit 27 Treffern der beste Torschütze des Vereins.
Auch im darauffolgenden Jahr absolvierte Arsenal im Wembley-Stadion das Endspiel im FA Cup und verlor dort gegen Leeds United mit 0:1. Kennedy wurde dabei für John Radford eingewechselt, konnte aber den Ausgleich nicht mehr beisteuern. Dennoch war er auch in dieser Saison mit 19 Treffern bester Torschütze seines Klubs. In den nächsten zwei Spielzeiten war er weiterhin Stammspieler bei Arsenal, konnte auch regelmäßig Tore erzielen (war zudem 1974 erneut bester Vereinstorschütze), kam aber mit der Mannschaft, die nach dem Doublegewinn langsam auseinanderbrach, zu keinem Titelgewinn mehr. Am Ende der Spielzeit 1973/74 wurde Kennedy für 180.000 Pfund an den FC Liverpool verkauft und war damit die letzte Verpflichtung des legendären Trainers Bill Shankly, der noch am selben Tag seinen Rücktritt in Liverpool verkündete.
Trotz seiner bereits demonstrierten Qualitäten als Stürmer waren Kennedys Perspektiven, auf der von ihm bevorzugten Position des Mittelstürmers zu spielen, aufgrund der Konkurrenz von Kevin Keegan und John Toshack sehr eingeschränkt. Shanklys Nachfolger Bob Paisley hatte dann auch andere Pläne mit ihm und setzte Kennedy fortan im linken offensiven Mittelfeld ein, wo er im weiteren Verlauf der 1970er-Jahre agieren sollte. Kennedy kam in dieser Rolle dann auch zu seinem ersten von insgesamt 17 Länderspielen für die englische Nationalmannschaft und spielte anschließend auch nie wieder in der herkömmlichen Mittelstürmerposition. Bei der Fußball-Europameisterschaft 1980 bestritt er zwei Spiele, England schied aber bereits nach der Vorrunde aus.
Kennedy gewann in seinem zweiten Jahr in Liverpool sowohl die englische Meisterschaft als auch den UEFA-Pokal und erzielte beim 3:2-Hinspielsieg gegen den FC Brügge ein Tor. Im darauf folgenden Jahr stand er mit seinem Verein nach erfolgreicher Titelverteidigung in der Meisterschaft knapp vor einem erneuten Gewinn des „Doubles“, wodurch er zum ersten Spieler in der englischen Fußballgeschichte geworden wäre, dem dies mit zwei verschiedenen Vereinen gelungen wäre. Liverpool verlor das FA-Cup-Endspiel jedoch mit 1:2, wobei Kennedys Schuss in der letzten Minute an die Latte fast noch zur Verlängerung geführt hätte.
Obwohl das Double letztlich verpasst wurde, stand noch das Finale im Europapokal der Landesmeister in Rom an, das Liverpool mit 3:1 gegen Borussia Mönchengladbach gewinnen konnte, was den dritten europäischen Titel für Kennedy und die erste europäische Landesmeistertrophäe für den FC Liverpool bedeutete. Diesen europäischen Titel verteidigte Kennedy mit Liverpool bereits ein Jahr später und dann wieder 1981, nachdem zuvor der Titelsammlung noch zwei weitere englische Meisterschaften und der erste englische Ligapokal in der Vereinsgeschichte hinzugefügt worden waren.
Nachdem das aufstrebende junge Mittelfeldtalent Ronnie Whelan in der erneuten Meisterschaftssaison 1981/82 in die Mannschaft drängte, verließ Kennedy den FC Liverpool und schloss sich dem walisischen Verein Swansea City an, der von seinem ehemaligen Mannschaftskameraden John Toshack trainiert wurde. Dieser hatte zuvor bereits die Liverpooler Spieler Tommy Smith und Ian Callaghan verpflichtet. Kennedys letzte Vereinsstation endete jedoch sehr unschön, als er von Toshack öffentlich angegriffen wurde, dass er bei seinem Spiel keinen Einsatz zeige. In Wahrheit war Kennedy zwischenzeitlich an der Parkinson-Krankheit erkrankt. Er versuchte anschließend noch, in seiner Heimat bei Hartlepool United seine Karriere fortzusetzen, aber sein Zustand verschlechterte sich derart, dass er 1984 – noch vor seinem 33. Geburtstag – seinen Rücktritt bekanntgeben musste. Endgültige Gewissheit über die Krankheitsdiagnose erhielt er dann im Alter von 35 Jahren.

## Nach dem Karriereende
Kennedy war nach seinem Rücktritt als aktiver Fußballer nur noch einmal für kurze Zeit im Fußballgeschäft tätig, als er im Trainerstab des FC Sunderland arbeitete. Er widmete sich fortan hauptsächlich dem Ziel, das Bewusstsein für die Parkinson-Krankheit in der Öffentlichkeit zu vergrößern und sich zugunsten der Finanzierung von Forschung und Entwicklung sowie der Behandlung von Parkinson-Patienten einzusetzen. Unter anderem traten zu diesem Zweck auch seine ehemaligen Vereine FC Arsenal und FC Liverpool 1991 zu einem Benefizspiel gegeneinander an.
Bis zu seinem Tod Ende November 2021 lebte Kennedy zurückgezogen in seinem Haus, wobei die Krankheit seine Mobilität stark eingeschränkt hat; auch die Einnahme von Medikamenten verschlechterten seinen körperlichen Zustand. Zudem war er nicht gut versichert, so kam es zu finanziellen Rückschlägen, durch die er zum Verkauf von ihm gewonnener Medaillen gezwungen wurde.

## Erfolge
- Europapokal der Landesmeister: 1977, 1978, 1981
- UEFA-Pokal: 1976
- Messepokal: 1970
- Europäischer Super Cup: 1977
- Englische Meisterschaft: 1971, 1976, 1977, 1979, 1980, 1982
- Englischer Pokal: 1971
- Englischer Ligapokal: 1981
- Charity Shield: 1976, 1977 (geteilt), 1979, 1980
- Walisischer Pokal: 1983